# Dsonkwa Regio
Pour les articles homonymes, voir Dsonkwa.
Dsonkwa Regio est une région homogène située sur Vénus dans le quadrangle d'Henie. Elle a été nommée en référence à Dsonkwa, géante kwakiutl de la forêt.